# النويعم (طور الباحة)

تعديل مصدري - تعديل

النويعم هي إحدى قرى عزلة طور الباحة بمديرية طور الباحة التابعة لمحافظة لحج، بلغ تعداد سكانها 411 نسمة حسب تعداد اليمن لعام 2004.